# Perossido di rame
Il perossido di rame è un composto inorganico dell'ossigeno e del rame con formula CuO2. È un ossido di rame(II), con i due atomi di ossigeno come unità di perossido. Appare come una sospensione solida verde oliva scuro o di colore simile; è instabile, decomponendosi in ossigeno e altri ossidi di rame.

## Preparazione
Il perossido di rame viene preparato dalla reazione di soluzioni fredde di perossido di idrogeno e reattivo di Schweizer, quest'ultimo preparato da idrossido di rame e soluzione di ammoniaca diluita Il reagente di Schweizer utilizzato non deve contenere ammoniaca in eccesso. Il perossido di rame può anche essere prodotto dalla reazione di una soluzione ghiacciata di perossido di idrogeno con una sospensione di idrossido di rame. Può anche formarsi dalla reazione molto lenta dell'ossido rameico finemente suddiviso con il perossido di idrogeno freddo

## Proprietà
Quando è bagnato, il perossido di rame si decompone a temperature superiori a 6 °C; è pertanto «molto più stabile quando è asciutto».